# Stecche e mirette
Stecche e mirette sono strumenti utilizzati per la modellazione di materia plastica, come l'argilla, terraglia, gesso ecc.., utilizzati per modificare del materiale plastico, o per esportarlo scavando. Vengono inoltre usati per lavorazioni in punti stretti e difficilmente lavorabili con le mani.

## La stecca
La stecca è uno strumento solitamente in legno o acciaio, all'estremità presenta delle punte che possono avere varie forme, essa permette di fare modifiche come solchi o rigature, ed anche per modellare o per creare texture.
È inoltre utilizzata per rigare la superficie prima di applicare della barbottina facendo sì che essa abbia maggior presa.
Si possono usare altri oggetti come matite, tessere ecc. utilizzandoli come delle stecche.

## La miretta
La miretta è uno strumento con manico di legno, ed alle estremità presenta degli archi che possono avere varie forme, il materiale degli archetti solitamente è acciaio.
Viene utilizzata per eliminare, e quindi portare via del materiale ma anche per svuotare la scultura asportando il materiale in eccesso per alleggerirla prima di essiccarla.